# Korn (licor)

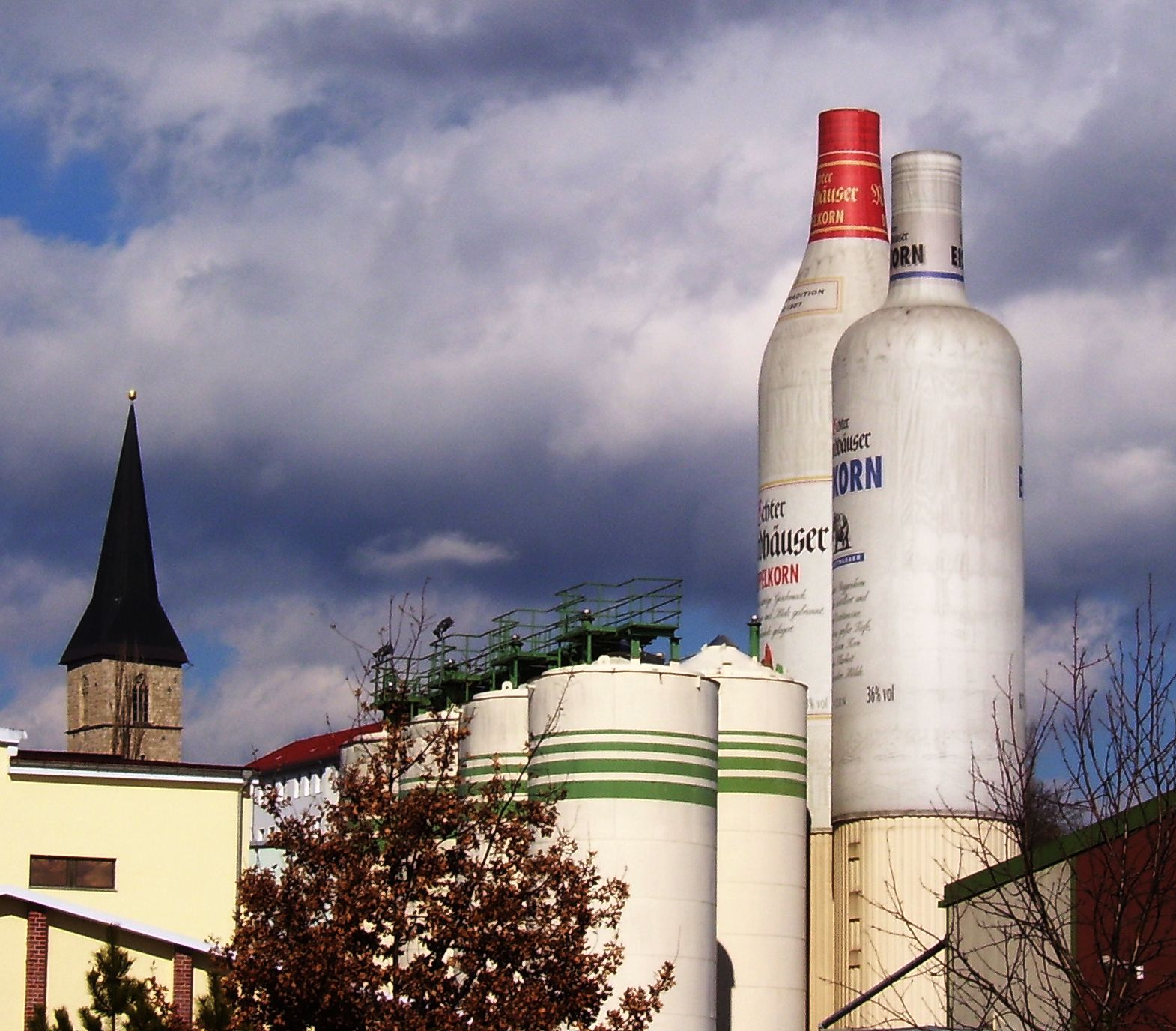
Destilería de korn en Nordhausen.

Korn es una bebida destilada incolora alemana fabricada a partir de centeno, pero también de maíz, cebada o trigo. Difiere del vodka en que su filtrado no es tan riguroso, lo que deja mayor gusto a cereal en el producto final.
La bebida es de las más económicas entre los licores disponibles en Alemania, lo que le ha dado una dudosa reputación. Sin embargo es muy popular, especialmente en Alemania del norte.
El korn tradicional contiene aproximadament un 32% de graduación alcohólica, el kornbrand no menos de 37,5% y el popular Doppelkorn al menos 38%. Una versión suave, con menos de 30% de alcohol puede incluir una mezcla de esencias frutales.
Algunas marcas conocidas de korn son Berentzen, Doornkaat, Fürst Bismarck, Mackenstedter, Nordhäuser, Oldesloer, y Strothmann.

## Historia
Las primeras menciones al korn, o Branntwein se remontan a principios del siglo XVI, cuando su destilación fue objeto de competencias entre los productores de la ciudad imperial de Nordhausen. La ciudad fijó la primera ley de pureza para el korn, y aún se produce allí.
En 1799 el padre de Otto von Bismarck, Karl Wilhelm Ferdinand, fundó una destilería en Schönhausen.